# Thiago Mathias
Thiago Farias Mathias Rosa (Pelotas, 28 de julho de 1989) é um jogador brasileiro de basquetebol. Atualmente defende o Vasco da Gama.

## Início
Mathias começou a jogar basquete em um projeto de rua no centro comunitário da Restinga, bairro de Porto Alegre. Aos 14 anos, foi jogar no Grêmio Náutico União, onde ficou até os 18. Em seguida, foi jogar no basquete universitário americano pelo New Mexico Junior College Thunderbirds. Voltou ao Brasil após um ano, quando assinou contrato com o Paulistano.

## Carreira

### Paulistano (2008–2010)
Mathias chegou ao Paulistano em 2008. Disputou a primeira edição do NBB pela equipe da capital paulista. Teve média de 8,9 minutos por jogo. Participou do Torneio de Enterradas do primeiro Jogo das Estrelas.

### Campo Mourão (2010–2012)
Jogou por duas temporadas no paranaense Campo Mourão, disputando as divisões de acesso nacionais pela equipe.

### Joinville (2012–2013)
Voltou ao NBB em 2012, quando assinou pelo Joinville BA. No clube catarinense, Mathias teve papel importante na rotação, com médias por de 6,1 pontos e 5,6 rebotes por jogo. Liderou o NBB 2012–13 em tocos, obtendo uma média de 1,4 tocos por partida.

### Bauru (2013–2015)
Mathias foi contratado pelo Bauru para a temporada 2013–14. Na primeira temporada em Bauru, foi campeão do Campeonato Paulista. No NBB, teve média inferior a 10 minutos por jogo.
O pivô renovou com o clube por um ano, e fez parte do elenco campeão da Liga Sul-Americana de 2014 e da FIBA Liga das Américas 2015, além do bicampeonato paulista. Foi finalista do NBB 2014–15, tendo ganhado mais minutos em quadra em relação à temporada anterior e se destacando em algumas partidas durante a temporada.

### Franca (2015–presente)
Mathias foi uma das oito contratações do Franca para a temporada 2015–16.

## Estatísticas
| † | Denota temporadas em que a equipe de Mathias foi campeã do torneio |
|   | Líder da liga                                                      |

### Temporada regular do NBB
| Ano      | Equipe       | PJ  | MPJ  | 2P%  | 3P%  | LL%  | RT   | AS | BR | TO  | PPJ  |
| -------- | ------------ | --- | ---- | ---- | ---- | ---- | ---- | -- | -- | --- | ---- |
| 2008–09  | Paulistano   | 23  | 8.9  | .559 | .000 | .500 | 2.4  | .1 | .3 | .7  | 1.8  |
| 2009–10  | Paulistano   | 6   | 11.1 | .615 | .000 | .400 | 3.2  | .3 | .2 | 1.0 | 3.0  |
| 2012–13  | Joinville BA | 32  | 19.2 | .572 | .000 | .600 | 5.6  | .5 | .7 | 1.4 | 6.1  |
| 2013–14  | Bauru        | 25  | 8.8  | .621 | .000 | .591 | 1.9  | .2 | .3 | .6  | 3.4  |
| 2014–15  | Bauru        | 26  | 12.1 | .684 | .000 | .733 | 3.5  | .2 | .2 | .3  | 4.8  |
| 2015–16  | Franca       | 5   | 24.9 | .744 | .000 | .500 | 10.4 | .4 | .4 | 2.0 | 12.6 |
| Carreira | Carreira     | 117 | 14.2 | .622 | .000 | .608 | 3.8  | .3 | .3 | 1.0 | 4.5  |

### Playoffs do NBB
| Ano      | Equipe   | PJ | MPJ | 2P%  | 3P%  | LL%  | RT  | AS | BR | TO | PPJ |
| -------- | -------- | -- | --- | ---- | ---- | ---- | --- | -- | -- | -- | --- |
| 2014     | Bauru    | 7  | 4.2 | .667 | .000 | .750 | 1.4 | .0 | .3 | .6 | 1.6 |
| 2015     | Bauru    | 12 | 4.5 | .778 | .000 | .500 | 1.0 | .1 | .0 | .0 | 1.3 |
| Carreira | Carreira | 19 | 4.3 | .733 | .000 | .625 | 1.2 | .0 | .1 | .3 | 1.4 |

### FIBA Liga das Américas
| Ano      | Equipe   | PJ | MPJ  | FG%  | 3P%  | LL%  | RT  | AS | BR | TO | PPJ |
| -------- | -------- | -- | ---- | ---- | ---- | ---- | --- | -- | -- | -- | --- |
| 2015†    | Bauru    | 7  | 12.9 | .474 | .000 | .400 | 4.4 | .3 | .3 | .4 | 2.9 |
| Carreira | Carreira | 7  | 12.9 | .474 | .000 | .400 | 4.4 | .3 | .3 | .4 | 2.9 |